# 科莫多国家公园
科莫多国家公园是印度尼西亚的一座国家公园，位于東努沙登加拉省和西努沙登加拉省的交接地带──小巽他群岛地区。 
科莫多国家公园包括科莫多岛、帕达尔岛和林卡岛3个较大的岛屿，以及26个小岛，共733km²，其中陆地面积603km²。这个国家公园建立的目的是保护世上最大的蜥蜴科摩多巨蜥，后来致力于保护包括海洋物种在内的多种生物。1991年獲联合国教科文组织确立为世界遗产。

## 地理
科莫多国家公园包括弗洛勒斯岛的西海岸、科莫多島、林卡岛、帕达尔岛和26个其他较小的岛屿。这一地区有活火山，地形比较崎岖，以圆山为主要特点，最高海拔为735m。这一地区的气候属于印度尼西亚较为干旱的地区之一，年降水量約800-1000mm。在旱季（5月至10月），每日平均气温約40℃。

## 保护
帕达尔岛和林卡岛的一部分在1938年建立为自然保护区。科莫多岛在1965年对外宣布成为保护区，并在1977年时成为联合国教科文组织生物圈保护区。
1980年三个岛屿合建国家公园，并在1984年扩大到包括弗洛勒斯岛在内的周边海域。1991年獲联合国教科文组织列入世界遗产名录。
1995年以来，国家公园管理局一直獲美国的环保组织美國自然保育協會支持。2000年时，保护区管理局和美国大自然保护协会共同撰写一个关于增加海洋和陆地能源开发问题的新的管理计划。绝大多数资源的压力源于公园以外捕鱼业和商业企业所带来的问题。然而，资源使用的规定和限制主要针对保护区内的居民，一些没有更多的选择，为了生活而依赖于保护区内资源的人。提供当地居民维持生计的替代供应品是整体管理策略的组成部分，但保护区内还没有用适当的措施解决他们的需求。
科莫多国家公园还成为世界新七大自然奇观的28个入围地区之一。

## 人类居住和旅游
大约4,000名居民生活在保护区内。由于保护区内的海洋生物多样性丰富，水肺式潜泳是该地区的一个非常流行的运动。
保护区管理局发展生态旅游，通过门票和旅游牌照产生足够多的收入，使园区自筹资金，从而来支付业务及管理费用。为此，美国自然保育协会和旅游经营者与一家合资企业达成协议。这项宽减措施在产生时即遭到了长时间的争论。该合资企业被指控没有与他人讨论而自行行动：许多人在科莫多附近地区称，他们没有受到有关部门的征询意见，但最终的结果影响到了他们的正常生活。
然而，大多数争议源于几个渔民1980年代捕鱼途中死亡，死因至今未明。虽然公园巡逻員（包括当时的警察和海军人员）声称他们是在自卫，但渔业管理部门仍指责他们蓄意杀害了渔民。

## 生物
保护区内炎热干燥的熱帶乾濕季氣候，为当地特有的科莫多龙提供了良好的栖息条件。为了保护生态，科莫多島的人口控制在1,700人左右(多是布吉人)，林卡岛的人口控制在1,300人左右，Gili Motang岛和Gili Dasami岛的人口控制在100人左右，弗洛勒斯岛的人口控制在2,000人左右。
树林的密集地区只出现了約500米，但它们提供了几个流行菌群的栖息地。例如，沿海地区3个较大岛屿庇护的海湾有红树林。 
补丁珊瑚礁的分布广泛，生长最好的地区在科莫多东北和东部的沿海。 主要生物包括鲸鲨、翻车鱼、蝠鲼、鷹魟、豆丁海马、虚假尖嘴、藍圈章魚、海绵、被囊和珊瑚等。

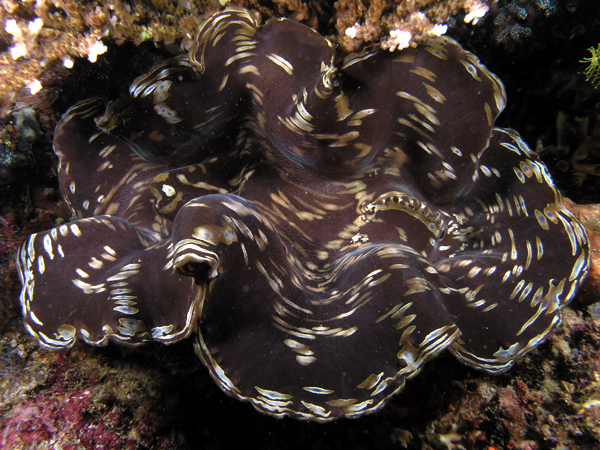
深褐色巨蛤
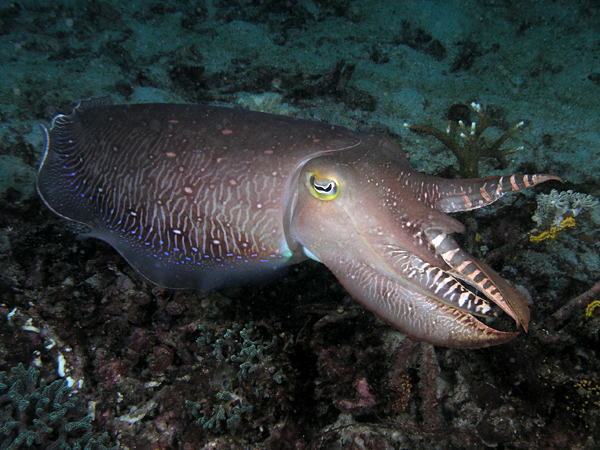
大乌贼
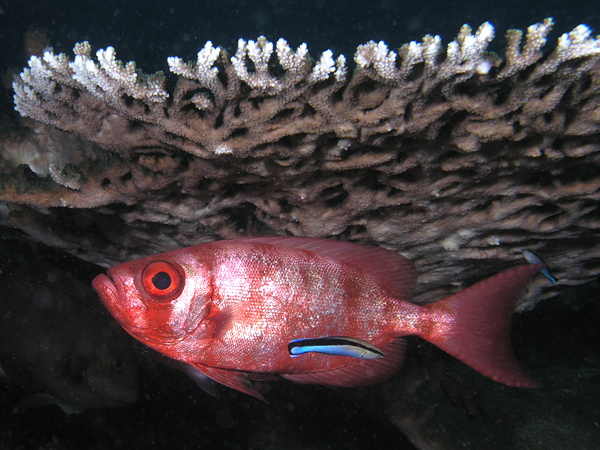
在表珊瑚下的清洁站
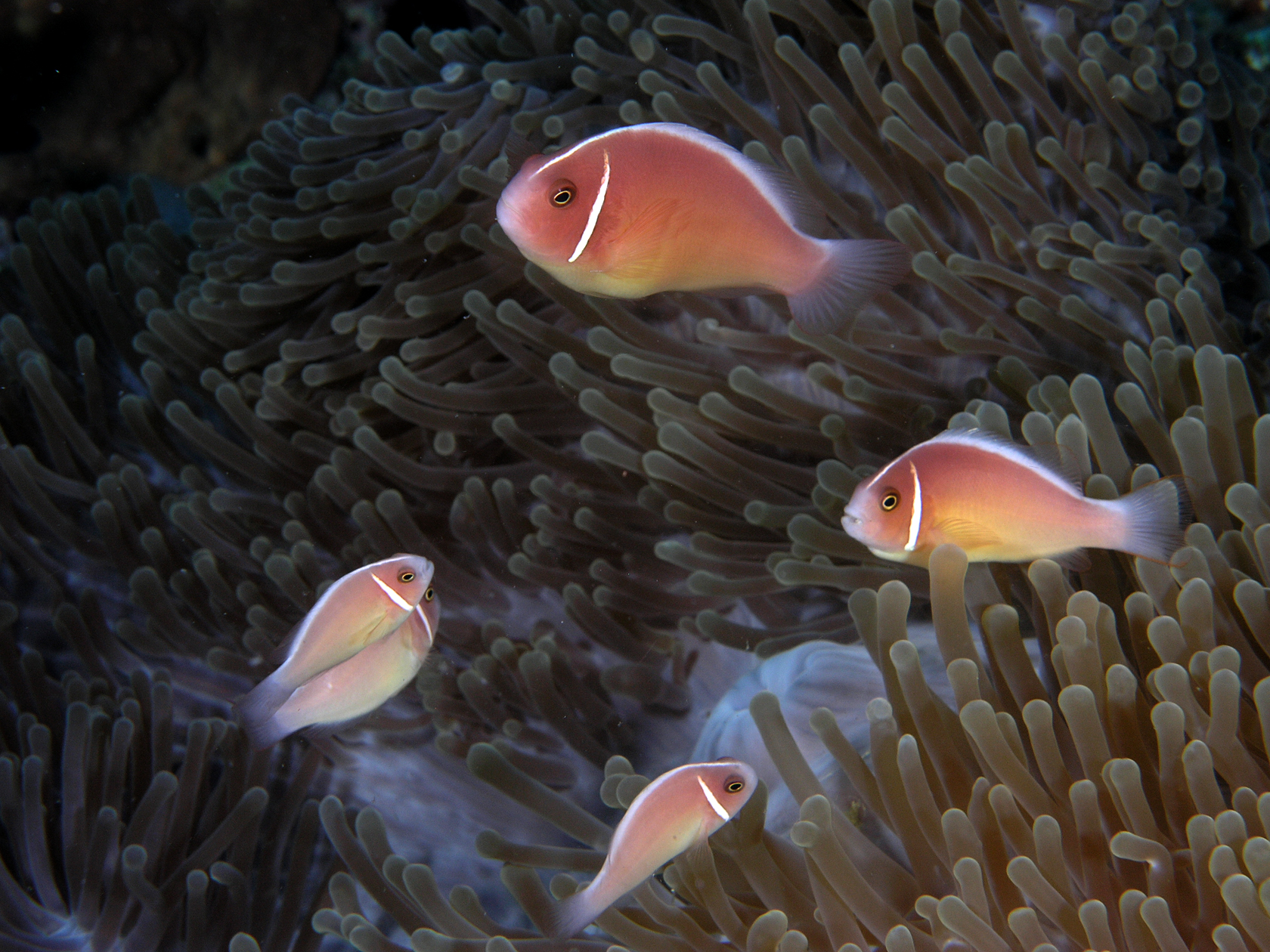
粉红臭鼬小丑鱼

## 紀念
2017年3月6日，Google更改首頁的Google Doodle以紀念科莫多國家公園37周年。